# Tel Mevorach
Tel Mevorach (hebrejsky: תל מבורך) je pahorek a sídelní tel o nadmořské výšce okolo 10 metrů v severním Izraeli.
Leží v pobřežní nížině cca 32 kilometrů jihojihozápadně od centra Haify, na severním okraji vesnice Bejt Chananija a 2 kilometry východně pobřeží Středozemního moře. Má podobu nevýrazného návrší, které vystupuje z jinak zcela ploché krajiny. Jihozápadně od vrchu protéká vádí Nachal Ada, na severovýchodní straně je to vádí Nachal Taninim. Dále k severovýchodu se z pobřežní nížiny prudce zvedá výšina Ramat ha-Nadiv a její jižní výběžek Chotem ha-Karmel.
Jde o archeologickou lokalitu s prokázaným osídlením od doby bronzové. Později zde vzniklo opevněné centrum, které podle některých názorů tvořilo předsunutou hlídku pro sídlo ležící v lokalitě dnešního pahorku Tel Burga hlouběji ve vnitrozemí. Místo bylo opuštěno v helénistickém období. V letech 1973-1976 proběhl na pahorku archeologický výzkum. Sídelní podloží zde dosahuje mocnosti osmi metrů a zahrnuje víc než 15 různých vrstev. Po konci sídelní tradice na samotném pahorku existovalo osídlení v jeho blízkosti (například hřbitov z křižácko-muslimského období středověku).